# Fredrik Henrik af Chapman
Fredrik Henrik af Chapman, född 9 september 1721 på Nya Varvet i Göteborg, död 19 augusti 1808 i Karlskrona, var en svensk skeppsbyggare som gjorde skeppsbyggnadskonsten till en vetenskap. Han blev viceamiral 1791 och var chef för örlogsvarvet i Karlskrona 1782–1793.
af Chapmans far var den engelske arrendatorn Thomas Chapman från Yorkshire och modern Susanna Colson var dotter till en skeppsbyggmästare i London. I början av 1700-talet flyttade föräldrarna till Sverige. Han hade en tre år äldre bror, kofferdikaptenen Charles Chapman.

## Biografi
Fredrik Henrik af Chapman var verksam vid skeppsvarv i Göteborg 1744–1750, underskeppsbyggmästare i Karlskrona 1757–1760, skeppsbyggmästare i Stralsund 1760–1762, dito på Sveaborg 1762–1764 och överskeppsbyggmästare i Stockholm från 1764 och alltsedan början av 1780-talet åter i Karlskrona där han lät bygga Skärva herrgård. 
När han vid sextio år fyllda blev utnämnd till chef vid flottans varv i Karlskrona, kom han inte bara att ägna sig åt skeppskonstruktion, utan omorganiserade även skeppsbyggnaden för en mer seriemässig tillverkning av krigsfartyg i ek, vilket innebar att man på den korta tiden av tre år kunde leverera tjugo nya fartyg - tio linjeskepp och tio fregatter. Chapman var också en föregångare när det gällde att fastställa de matematiska sambanden för fartygs segelbestyckning, deplacement, lastförmåga, tyngdpunkt, stabilitet, strömningsmotstånd med flera viktiga egenskaper. För att under kontrollerade former kunna prova och fastställa sina matematiska teorier, lät han uppföra en 100 m lång bassäng utanför Karlskrona, där han testade olika typer skrov på skalenliga modeller av fartyg. Dessa drevs fram i bassängen genom vikter som via rep och brytblock var fästade till skeppsmodellen. Metoden var föregångare till modern skeppsprovning där man med praktiska försök kartlägger ett fartygs hydrodynamiska egenskaper. Släpförsök är ett av flera tester inom den moderna skeppsbyggnadskonsten. Förfarandet bygger på ett objekts strömlinjeform för strömmande medier, som även utnyttjas i vindtunnlar vid utprovning av vingprofiler och flygplan med skalenliga modeller.
Fredrik Henrik af Chapman invaldes 1767 som ledamot nummer 175 av Kungliga Vetenskapsakademien.

### Architectura Navalis Mercatoria
1765 sökte Chapman permission från sitt arbete som chefskonstruktör för Skärgårdsflottan vid Sveaborg, för att under ett par år ägna sig åt planschverket ”Architectura Navalis Mercatoria”, en sammanställning på de för tiden mest exemplariska och intressanta fartygstyperna. Sammanställningen hade beställts av amiral prins Karl, sedermera Karl XIII (1748-1818), bror till dåvarande kung Gustav III, och publicerades 1768. Boken innehåller sextiotvå stick med ritningar av fartyg och båtar, både svenska och utländska. Några hade Chapman själv konstruerat, men många är också fartyg eller båttyper som han sett under sina resor eller i sina omgivningar och funnit intressanta. Här finns allt från örlogsfartyg till skutor och små fiskesumpar.
Redan från början var utgivningen tänkt även för en internationell publik och innehållsförteckningen som följde med verket kunde erhållas på både svenska, franska och engelska. De måttskalor som tillhörde varje ritning var också angivna i både svensk, fransk och engelsk fot. Bokens planschdel skulle omgående följas av en skriftlig förklaring och beskrivning, men av olika skäl kom det att dröja sju år innan denna publicerades. Planschverket och det 1775 följande Tractatet gjorde Henrik af Chapman till en av världens främsta representanter för skeppsbyggnadskonsten. Han uppfann parabelmetoden, som skeppsbyggare skulle använda i lång tid framåt. När verket överlämnades till prins Karl skrev han en tillägnan där han som "underdånig tjenare" berömde prins Karl för hans framsynthet då han beställde arbetet. Texten i original lyder:
"Til
Hans Kongl: Höghet Prints Carl Sveriges StorAmiral
Durchleuchtigste ArfPrints, Nådigste Herre.
Eders Kongl. Höghet tilkommer den närmaste rättighet, at få kunskap om alt det, som rörer Rikets Sjöfart, Jag följer derföre ej någon inkommen Sedvana, utan en mig åliggande skyldighet, då, til Eders Kongl: Höghets Nådigaste granskning, jag i underdånighet överlemnar detta mit ringa arbete.
Eders Kongl: Höghets prisvärda håg för Sjöväsendet är redan uti de unga åren underbygd med så mycken Kunskap och insigt, som skulle med heder både pryda och gagna en Man, hvilken länge och mycket öfvat sig uti alla til denna nyttiga Vetenskapen hörande delar.
Faren fort, Nådigste Herre, at växa til uti så stora och berömeliga idrotter, Så kan vårt allmännas hopp ej blifva frugtlöst, at, af Eders Kongl. Höghets mogna styrelse och nitiska möda framdeles vänta Handelns och Sjöfartens tilväxt Sjömagtens derpå grundade erfarenhet och styrka, Gräntsornas säkraste försvar; Svenska Flaggors vördade heder i främmande farvattn; och hela Rikets upväxande ur sin vanmagt, både til näringar och avseende andra Europaeiska Magter.
Kan detta Verck såsom förstlingen af den sorten i Sverige, bidraga något til Eders Kongl: Höghets så stora och Patriotiska afsigter; Så är min Önskan upfyld, och den underdånigste vördnad får derigenom en ny tilökning, med hvilken jag in i dödsstunden framhärdar.
Durchleuchtigste Arf Prints, Nådigste Herre,
Eders Kongl: Höghets
Underdånigste tjenare,
Fred H Chapman."

### Tractat 1775 till Architectura Navalis Mercatoria

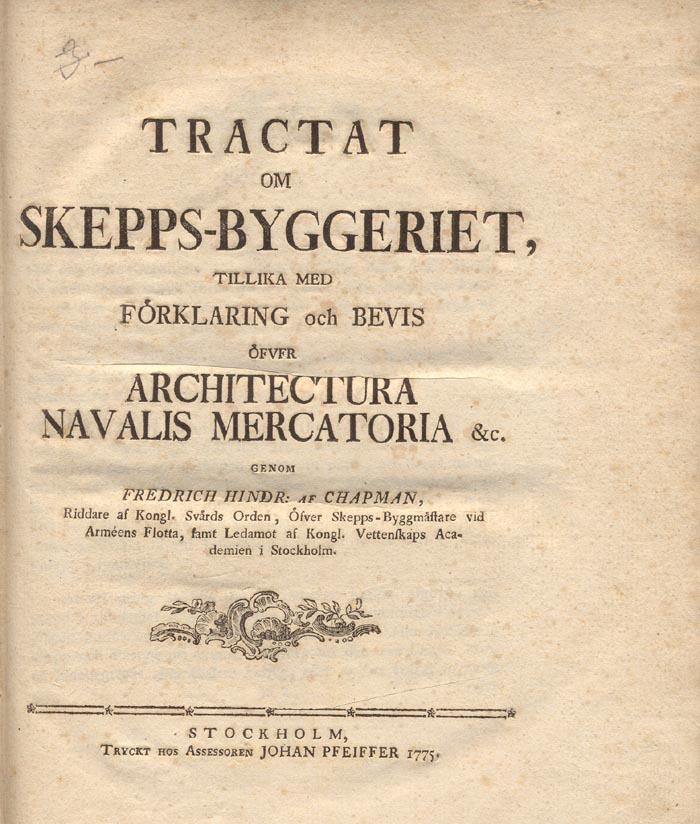

Tractatet från 1775 inleds med orden;
"När man betänker det stora antalet av skepp, som blivit byggde ifrån de tider då menniskor började färdas övfer Haf och stora Oceanen; och tillika betraktar huru dessa skepp tid efter annan bifvit förbättrade kunde man lätteligen komma på den tankan att de nu omsider hunnit till den grad af fullkomlighet som de möjeligen kunna ernå. Denna tankan synes bestyrkt därigenom, at i senare tider, Skepp i allmänhet, icke undergått någon särdeles förändring, hvarken till skapnad eller Taklings-sätt".
Ångmaskinen hade etablerats som drivmotor i gruvindustrin redan på 1760-talet genom James Watts förbättringar, men även Chapman var tydligen främmande för den som fartygsmotor. Anledningen var förmodligen att den tidiga ångmaskinen var för tung och skrymmande att ha på ett fartyg; en stationär maskin på land var en annan sak. Även plåtvalsning, exempelvis till fartygsskrov, var en teknik som då låg i framtiden.

## Fartyg som ritats av af Chapman
- Amphion (1778), Gustaf III:s lustfartyg (akterkastell och kajuta bevarade på Sjöhistoriska museet i Stockholm)
- Bellona (1782)
- Björn Järnsida (1774)
- Brynhilda (1776)
- Kutterbriggen Dragon (1790)
- Dristigheten (1785)
- HMS Dygden (1784)
- Fäderneslandet (1783)
- Försiktigheten (1784)
- Hedvig Elisabet Charlotta (1781)
- Kutterbriggen Husaren (1790)
- Ingeborg (1776)
- Konung Adolf Fredrik (1775)
- Konung Gustaf III (1777)
- Kronprins Gustaf Adolf (1782)
- Lodbrok (1771)
- Manligheten (1785)
- Oden (1764)
- Rättvisan (1783)
- Styrbjörn (1790)
- Tapperheten (1785)
- Tor (1764)
- Lätta fregatten Ulla Fersen (1789)
- Wasa (örlogsbåt med 64 kanoner)
- Venus (1783)
- Äran (1784)
- Ömheten (1783)
- Kungaslupen Vasaorden
- Kungliga lustbåten Galten
- Kungliga lustbåten Delfinen
- Jacobstads Wapen
- Segelsumpen Jehu
- Skärgårdsfregatt av typ Hemmema
- Skärgårdsfregatt av typ Pojama
- Skärgårdsfregatt av typ Turuma
- Skärgårdsfregatt av typ Udema

## Uppkallat efter Fredrik Henrik af Chapman
- af Chapman, namn på ett flertal fartyg. Mest känt är HMS af Chapman (1888), ett vandrarhemsfartyg i Stockholm samt fregatterna HMS af Chapman (1803) och HMS af Chapman (1830)
- af Chapmangymnasiet i Karlskrona
- Chapmansgatan i Göteborg, Karlskrona och Stockholm
- Chapmans Torg i Göteborg
- Chapmansplan i Karlskrona
- Café Chapman på Sveaborg i Helsingfors
- Simulatorhus Af Chapman på Sjöstridsskolan i Karlskrona
- Sjöscoutkåren af Chapman[2] i Karlskrona

## Galleri

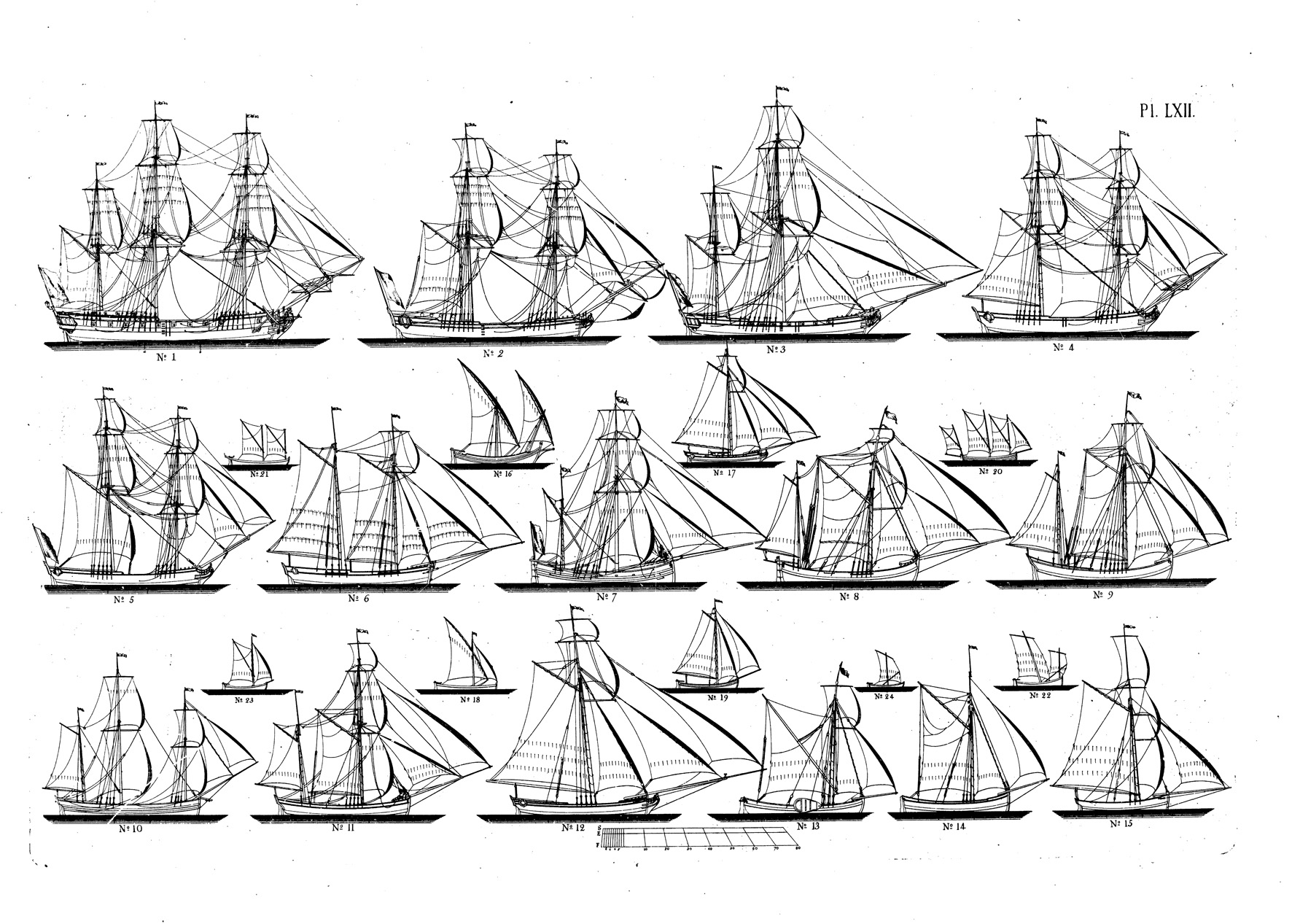
Sammanställning av fartygstyper av Fredrik H. Chapman 1768 bekrivna i ”Architectura Navalis Mercatoria”.
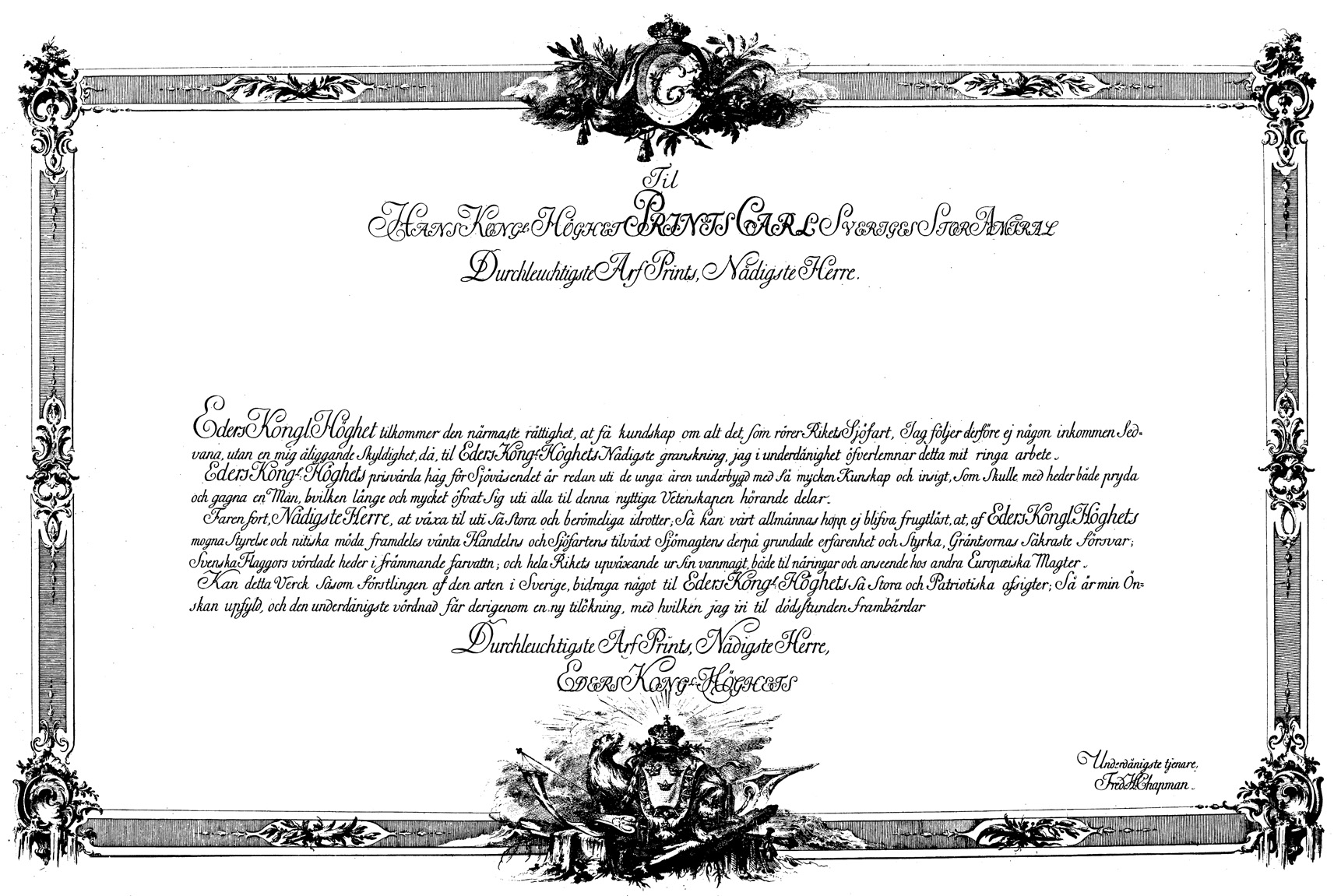
Dedikation av Fredrik Henric Chapman tillägnad amiral Karl XIII vid publiceringen av planschverket "Architectura Navalis Mercatoria", 1768.
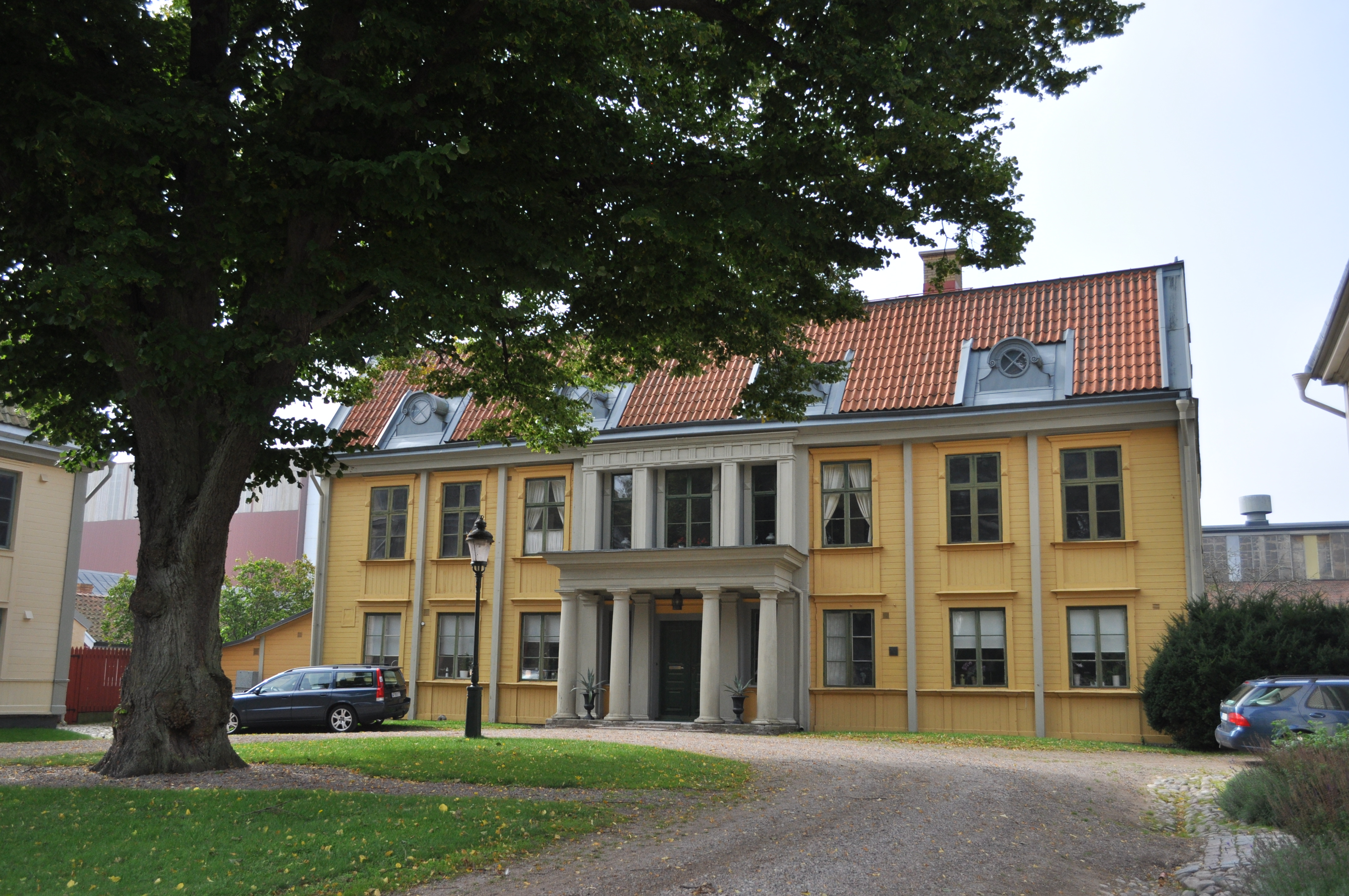
Chapmans bostad vid Karlskrona Örlogvarv utanför Chapmans port.
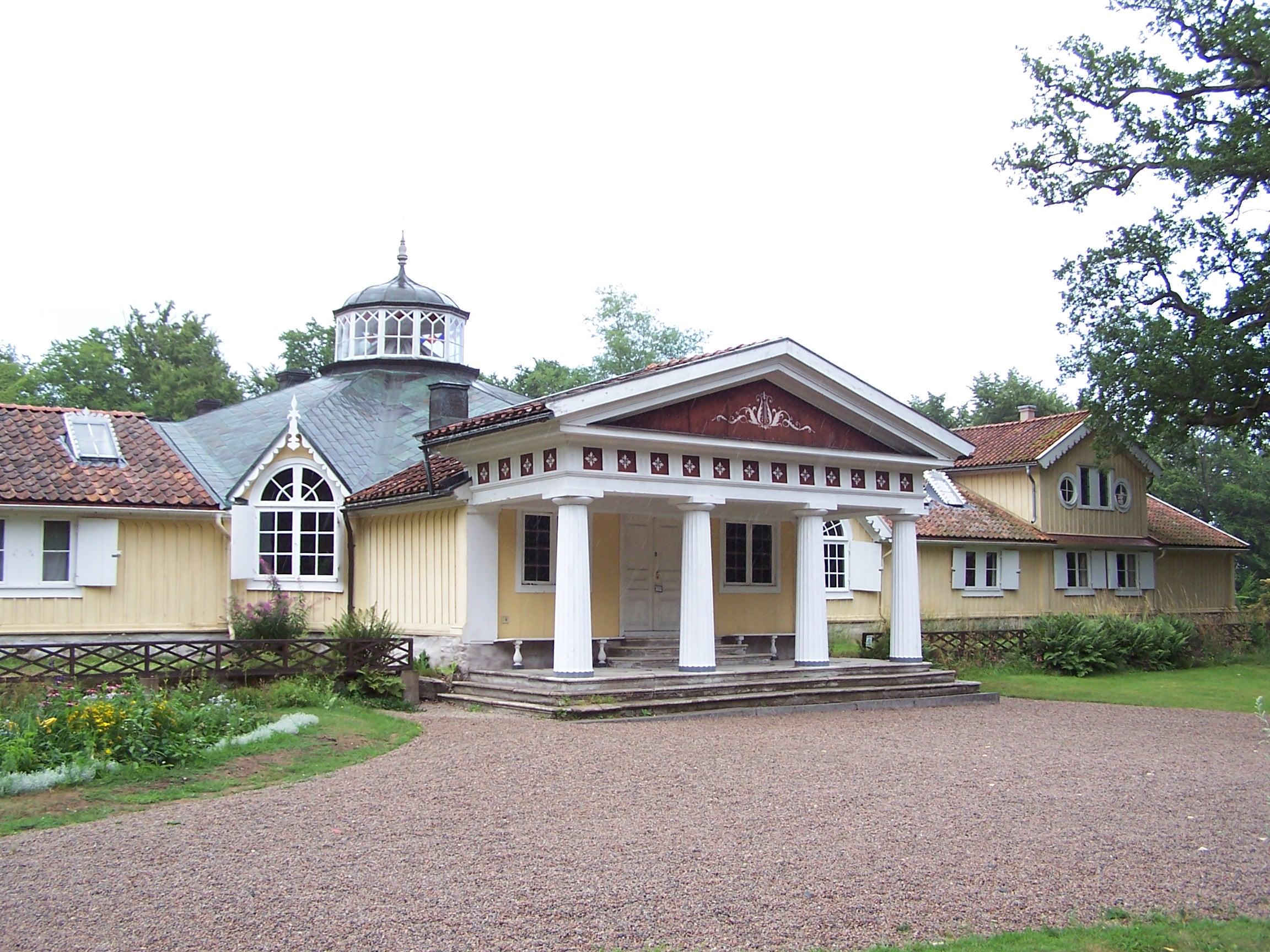
Skärva herrgård utanför Karlskrona, Chapmans sommarresidence uppfört 1785-86. (Huvudbyggnaden).
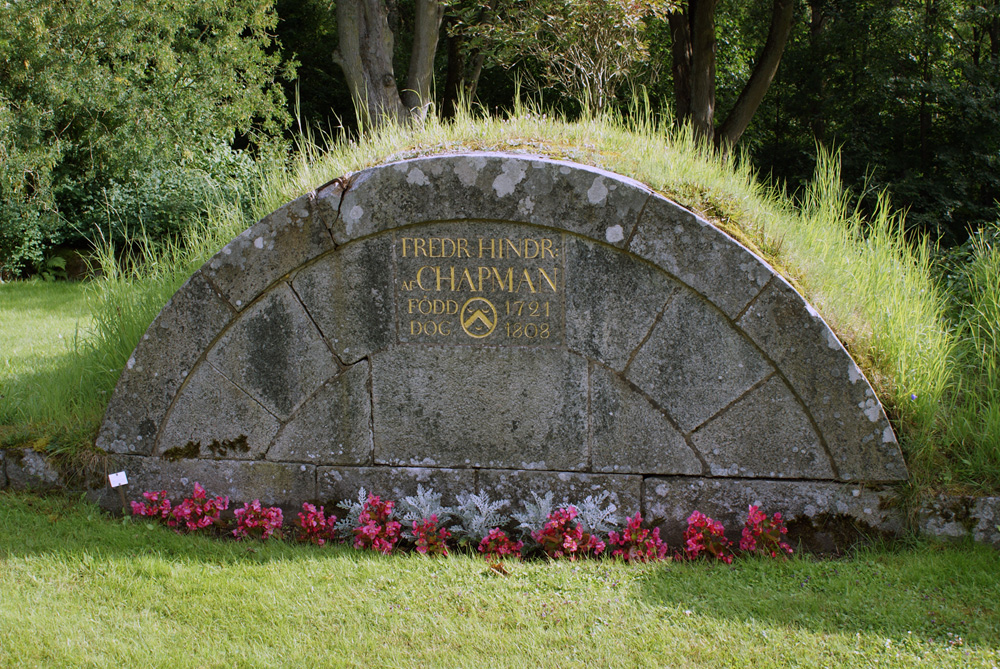
Fredrik Henrik af Chapman's grav på Augerums kyrkgård
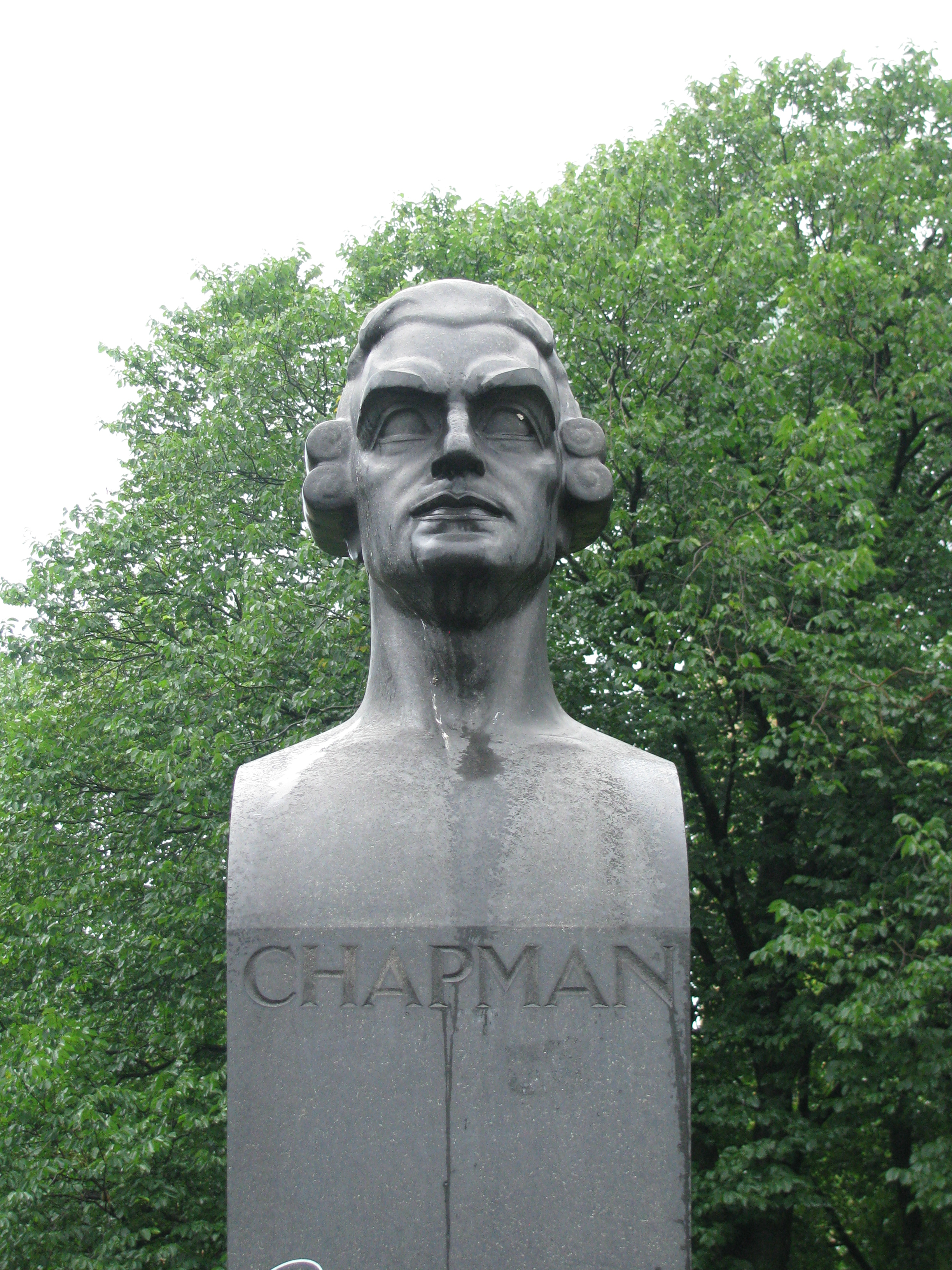
Fredrik Henrik af Chapmans byst vid Sjöfartsmuseet, Göteborg. Utförd av Erik Raphael-Rådberg, avtäckt 9 september 1921 till minne av Chapmans 200-årsdag